# Андреа Ікарді
Андреа Ікарді (італ. Andrea Icardi, нар. 14 червня 1963, Мілан) — італійський футболіст, що грав на позиції півзахисника. По завершенні ігрової кар'єри — тренер.
Виступав, зокрема, за «Мілан», «Лаціо» та «Верону», а також молодіжну збірну Італії.

## Клубна кар'єра
Народився 14 червня 1963 року в місті Мілан. Вихованець футбольної школи клубу «Мілан». Дорослу футбольну кар'єру розпочав 1980 року в основній команді того ж клубу, в якій провів шість сезонів, взявши участь у 117 матчах чемпіонату. Два з шести сезонів клуб провів у Серії В (один через корупційний скандал в італійському футболі 1980 року, інший — через виліт), завдяки перемозі у якій отримав право зіграти у Кубку Мітропи, турнірі для команд переможців других дивізіонів, який і виграв 1983 року.
Влітку 1986 року перейшов в «Аталанту» в рамках трансферу Роберто Донадоні в зворотному напрямку, де провів два сезони, у першому з яких вилетів з Серії А, а у наступному повернувся назад.
Своєю грою за останню команду привернув увагу представників тренерського штабу клубу «Лаціо», до складу якого приєднався 1988 року. Відіграв за «біло-блакитних» наступні два сезони своєї ігрової кар'єри. Більшість часу, проведеного у складі «Лаціо», був основним гравцем команди.
Влітку 1990 року уклав контракт з «Вероною», у складі якого провів наступні три роки своєї кар'єри гравця. Граючи у складі «Верони» також здебільшого виходив на поле в основному складі команди і 1991 року допоміг команді вийти до Серії А, втім наступного року вона з неї вилетіла.
Завершив ігрову кар'єру у австралійській команді «Марконі Сталліонс», за яку виступав протягом сезону 1993/94 років.

## Виступи за збірні
Виступав у складі юнацької збірної Італії (U-20), з якою був учасником молодіжного чемпіонату світу 1981 року у ФРН, де італійці не вийшли з групи.
Протягом 1983—1984 років залучався до складу молодіжної збірної Італії, ставши півфіналістом молодіжного чемпіонату Європи 1984 року. Всього на молодіжному рівні зіграв у 9 офіційних матчах.

## Кар'єра тренера
Розпочав тренерську кар'єру відразу ж по завершенні кар'єри гравця, 1994 року, очоливши тренерський штаб «Марконі Сталліонс».
1995 року повернувся до Італії і очолював юнацькі команди «Мілану», «Монци» та «Алессандрії».
З 2003 року очолював аматорські італійські команди «Дертона» та «Вогера», а 2007 року став директором футбольної академії «Мілану» в Австралії, що базується в Сіднеї.

## Титули і досягнення
- Володар Кубка Мітропи (1):

«Мілан»: 1981–82